# Ludvík Kolek
Ludvík Kolek (5. srpna 1933 Újezd u Brna – 27. května 2021 Brno) byl český architekt, sochař a malíř.

## Život
Po maturitě studoval v letech 1952 až 1955 výtvarnou výchovu na Pedagogické fakultě Masarykovy univerzity. Po státní závěrečné zkoušce obdržel diplom až po půl roce, navíc s písemným zákazem učit. Nastoupil proto dráhu svobodného povolání výtvarníka a věnoval se především zakázkám pro církevní objekty. V nich vytvářel například nástěnné malby a vitráže, zabýval se také úpravou interiéru presbytářů, navrhoval oltáře, křížové cesty či ambony.
Jednou z jeho nejznámějších realizací se stal kostel sv. Josefa v Senetářově v okrese Blansko. Vznikal totiž za komunistického režimu v letech 1969–1971. „To je nezapomenutelná chvíle v mém životě. V noci se ozval telefon a byl to otec Vavříček a že chce ode mě kostel. Já jsem říkal, otče, já jsem v životě neudělal ani chlívek... nebo něco takového jsem řekl. Smál jsem se tomu, že je to nedorozumění, že jsem malíř a sochař. Já jsem byl úplně strnulej. Ještě v tu chvíli se ve mně probudilo něco takového jako: A co když bys to přece jenom měl dělat? Zjistil jsem, že na mně je, abych do té role vstoupil,“ uvedl později Kolek. Komunistickým úřadům stavba zůstala nejdříve utajena. Později užívání nového kostela povolily pod podmínkou, že nebude slavnostně vysvěcen.
V roce 1980 se podařilo uspořádat výstavu jeho prací v Muzeu křesťanského umění v belgickém Ostende. Stal se poté členem Evropského sdružení výtvarných umělců.
Byl zakládajícím členem komunity Emmanuel v České republice.

## Realizace
- Fresková výzdoba kostela sv. Janů v Brně-Bystrci (1960–1961)[6]
- Fresková výzdoba Kostela sv. Václava v Ruprechtově (1962)
- Kostel svatého Josefa v Senetářově (1969–1971)[3]
- Kostel svatého Jana Nepomuckého v Podolí - interiér a vitráže (1973)[6]
- Kostel svatého Václava a svaté Anežky České v Hustopečích (1991–1994)
- Kostel svatého Václava v Břeclavi (1992–1995)
- Kaple svaté Ludmily v Horní Libochové (1993–1994)
- Kaple Nanebevzetí Panny Marie ve Služovicích (1996–1997)
- Kostel Božího milosrdenství a svaté Faustyny ve Slavkovicích na Žďársku (2005–2008)

## Ocenění
- Řád sv. Cyrila a Metoděje – za celoživotní úsilí v oblasti sakrální tvorby a architektury [5]
- Medaile svatého Petra a Pavla – jako ocenění obětavé služby pro církev [7]

## Galerie

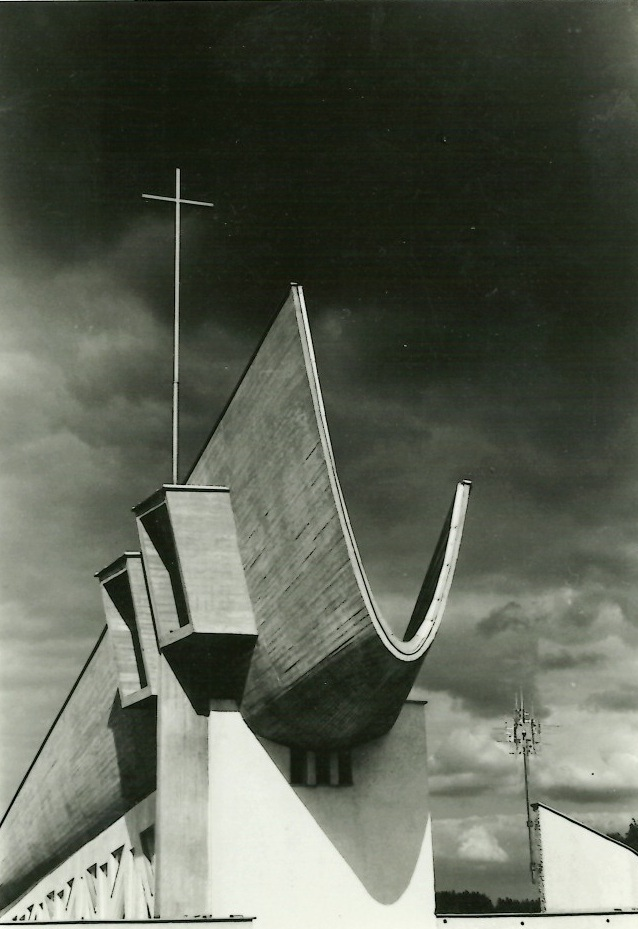
Kostel svatého Josefa v Senetářově
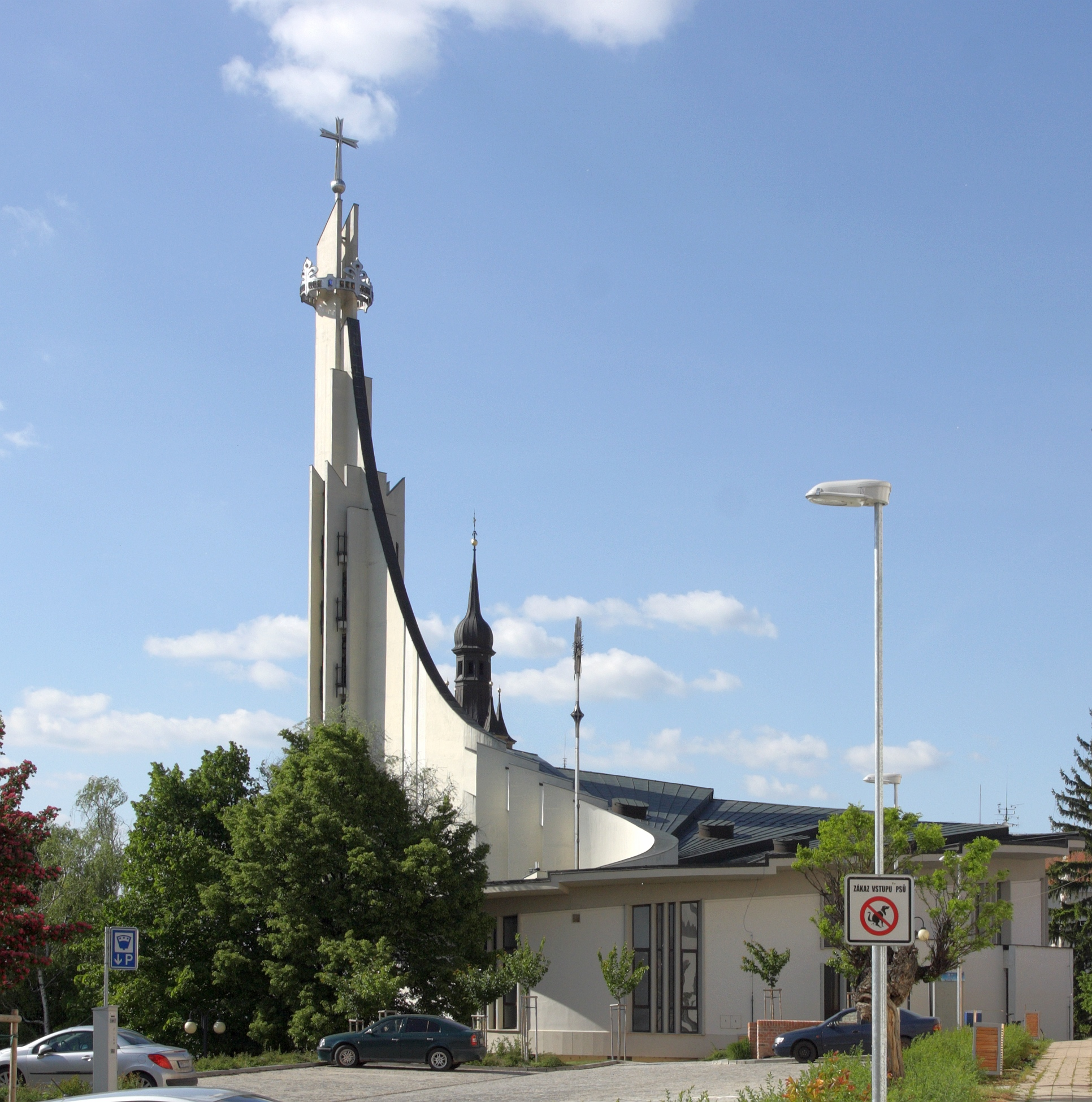
Kostel svatého Václava a svaté Anežky České v Hustopečích
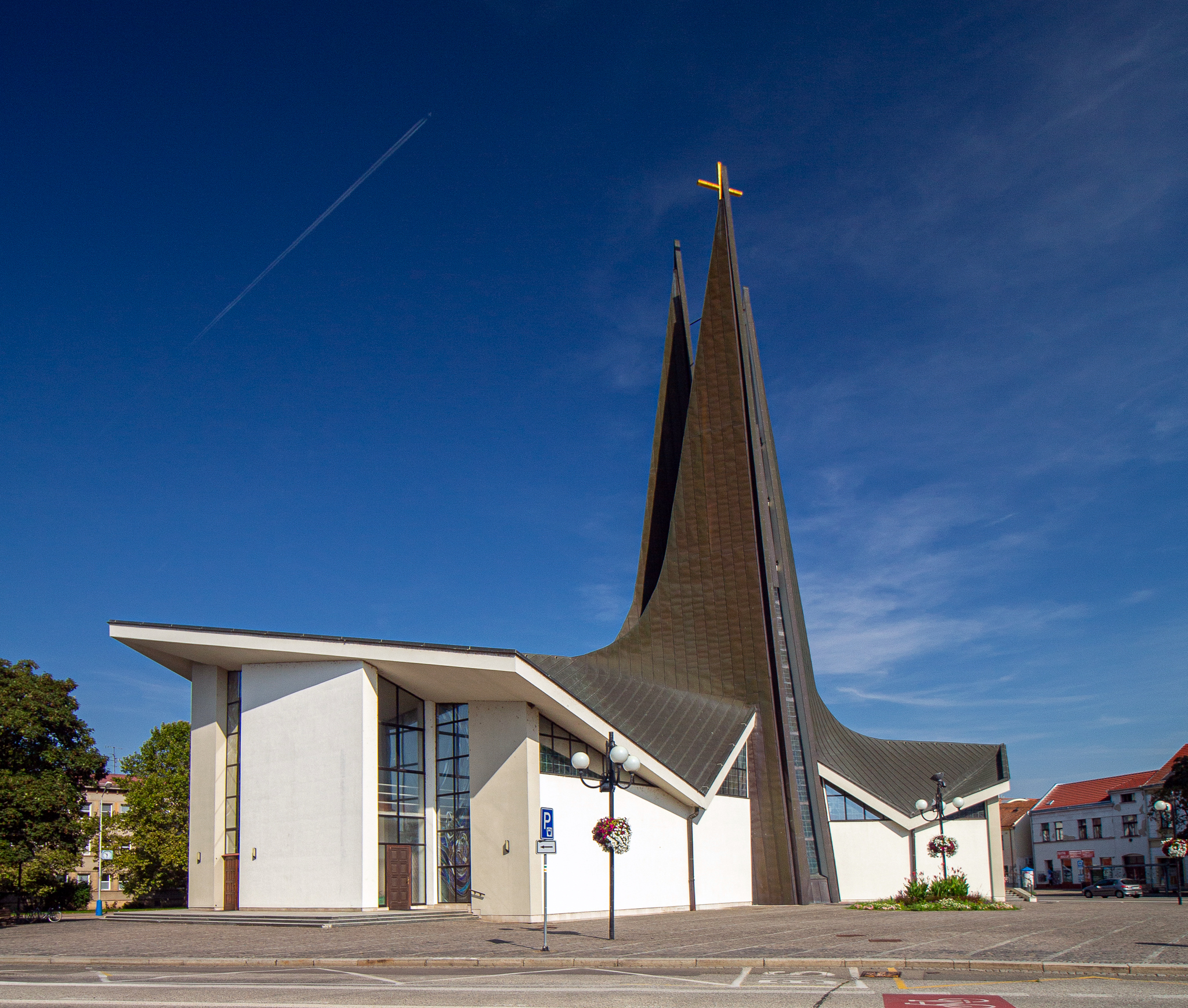
Kostel svatého Václava v Břeclavi
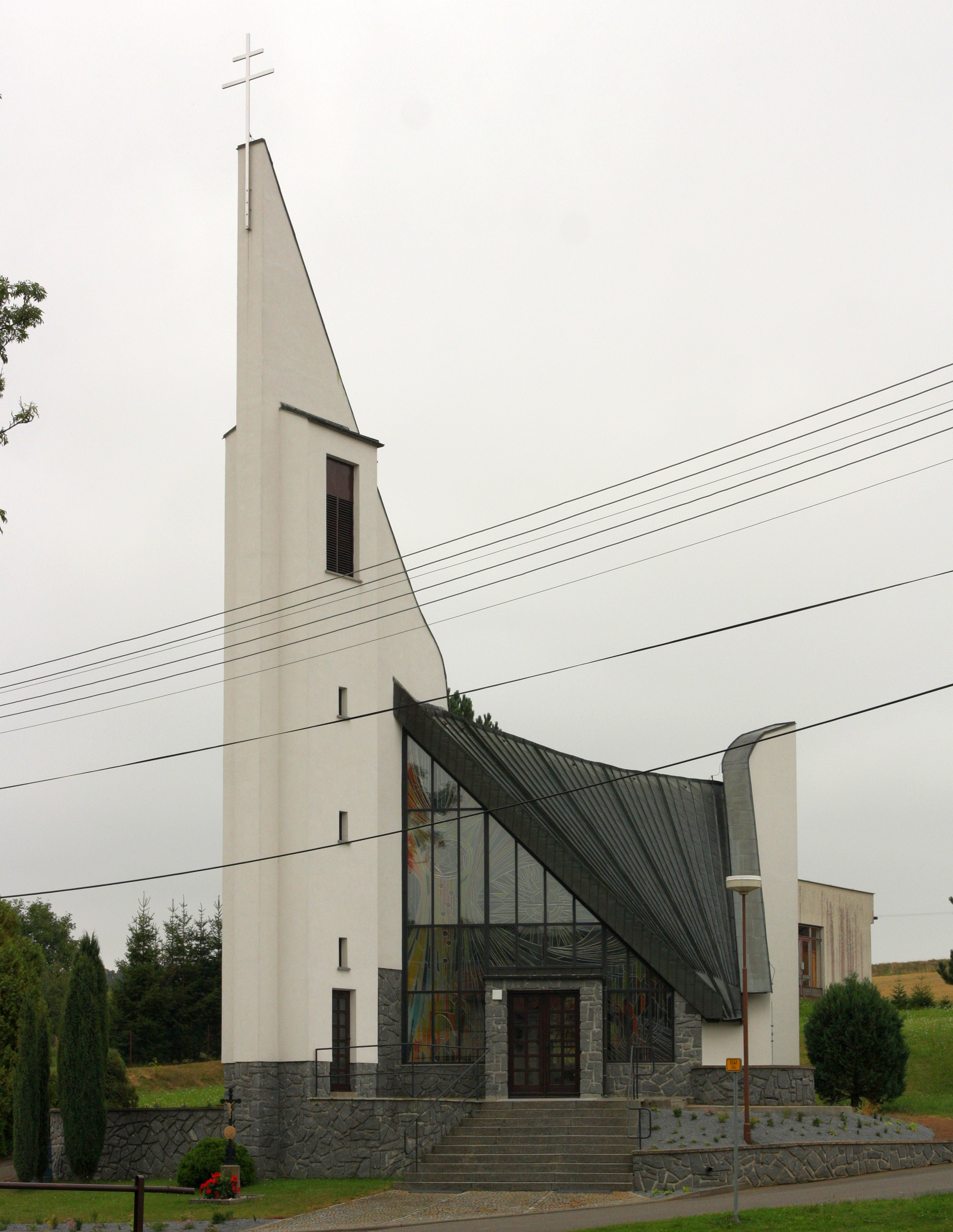
Kaple svaté Ludmily v Horní Libochové
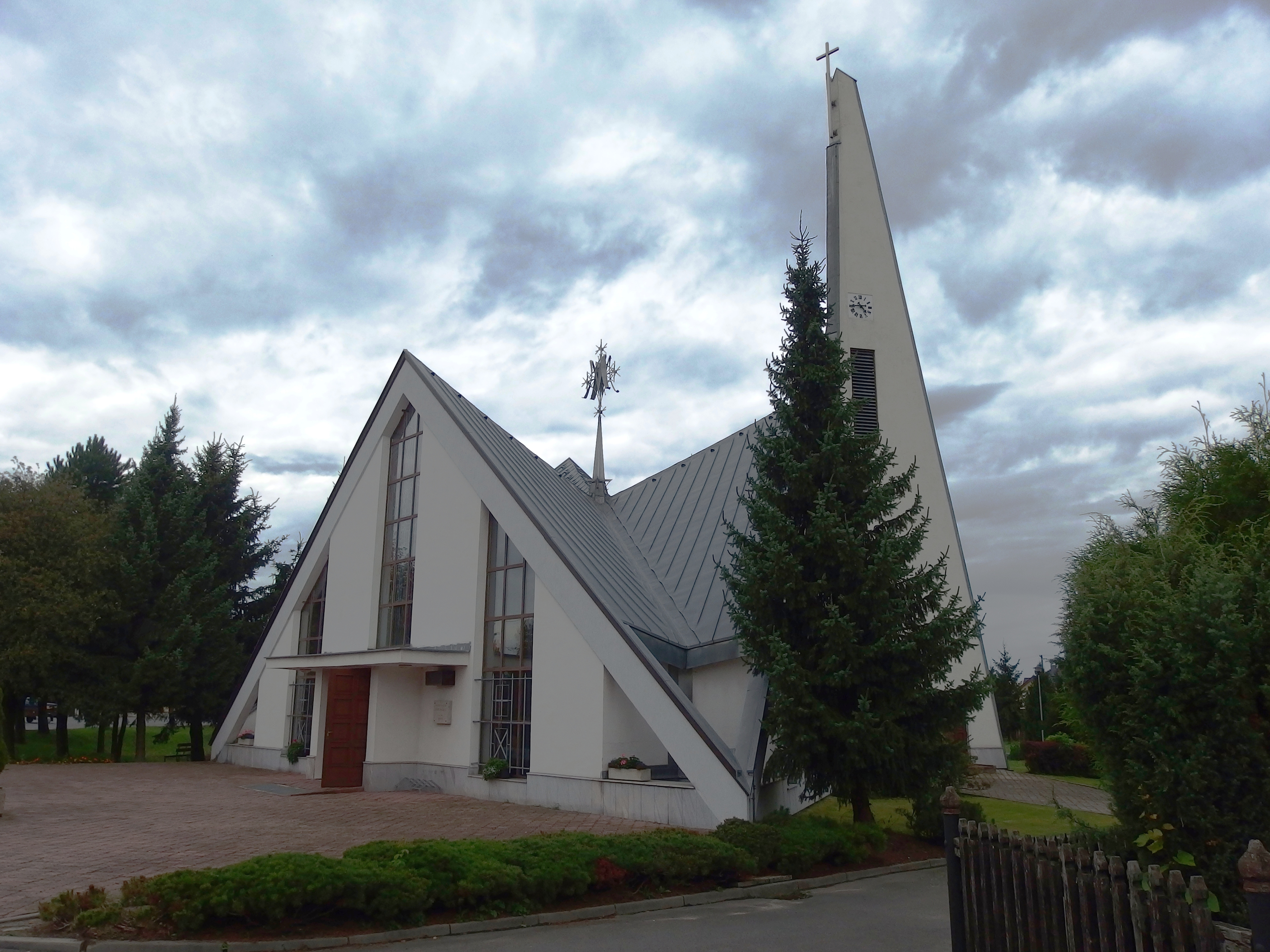
Kaple Nanebevzetí Panny Marie ve Služovicích
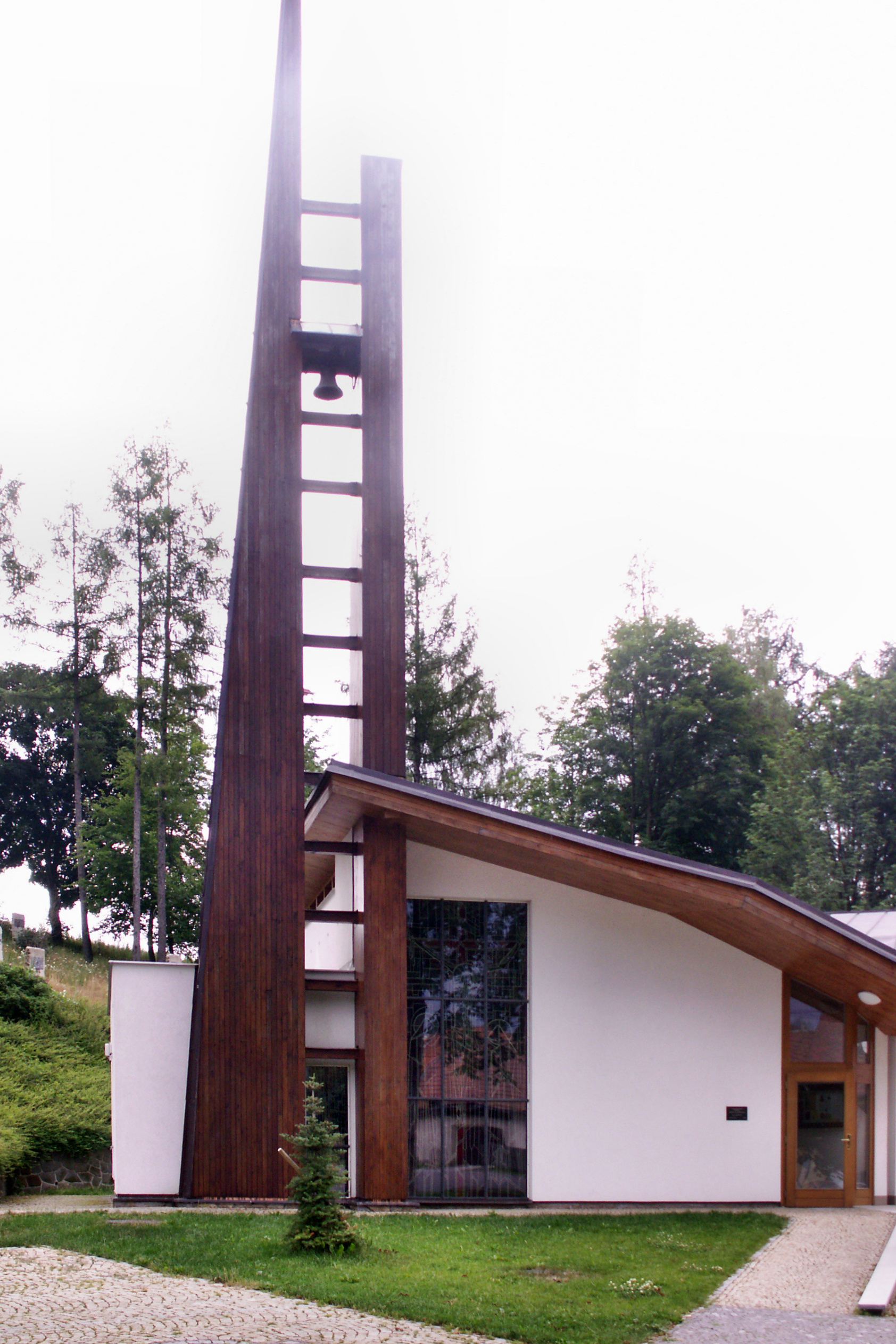
Poutní kostel Božího milosrdenství a sv. Faustyny ve Slavkovicích u Nového Města na Moravě